# Raoul Roussel
Raoul Roussel est un évêque catholique français, archevêque de Rouen du 21 juillet 1444 au 31 décembre 1452.

## Biographie
Raoul né entre 1385 et 1390 à Saultchevreuil dans une famille d'origine modeste voire paysanne. Bachelier ès arts en 1403 à Paris, il suit des études de droit à Orléans. Il est licencié et docteur en droit canon à Paris en 1416, où il était l'élève de Jean de La Rochetaillée. En 1415, alors qu'il est licencié en lois d'Orléans et sous-diacre, il reçoit la cure de Fontenay-sur-le-Vey. Il devient doyen de la faculté de droit de Paris en novembre 1417 et chanoine de Rouen en décembre 1420. En mars 1421, il devient le trésorier du chapitre de la cathédrale de Rouen. Il quitte cette année Paris pour s'installer à Rouen.
Docteur en droit canonique en 1446, il est trésorier de la cathédrale de Rouen au procès de Jeanne d'Arc. Il en est d'ailleurs le rapporteur et assiste à 14 séances dont celle de Saint-Ouen. Son élection le 4 décembre 1443 par le chapitre est confirmée par le pape Eugène IV le 31 janvier 1444. Il est consacré le 26 juillet à l'abbaye Saint-Ouen de Rouen
Il a été conseiller du roi d'Angleterre, dont il reçoit une pension et le titre de maître des requêtes, pour qui il accomplit de nombreuses missions, et plus tard d'Edmond Beaufort, 1er duc de Somerset. De par les relations qu'il a avec les bourguignons de ses années en tant que doyen de la faculté de décret, Jean de Lancastre, duc de Bedford, l'envoie traiter de son mariage avec Anne de Bourgogne, sœur du duc Philippe le Bon. Il est également chargé des négociations avec Charles VII en 1435 et 1438. Lorsque Rouen se rendit à Charles VII en 1449, Roussel prit part aux négociations et accueillit le roi de France dans la ville.
Il meurt le 31 décembre 1452 et inhumé dans la chapelle de la Vierge de la cathédrale de Rouen le 2 janvier en présence d'Antoine Crespin, évêque de Laon.

## Héraldique

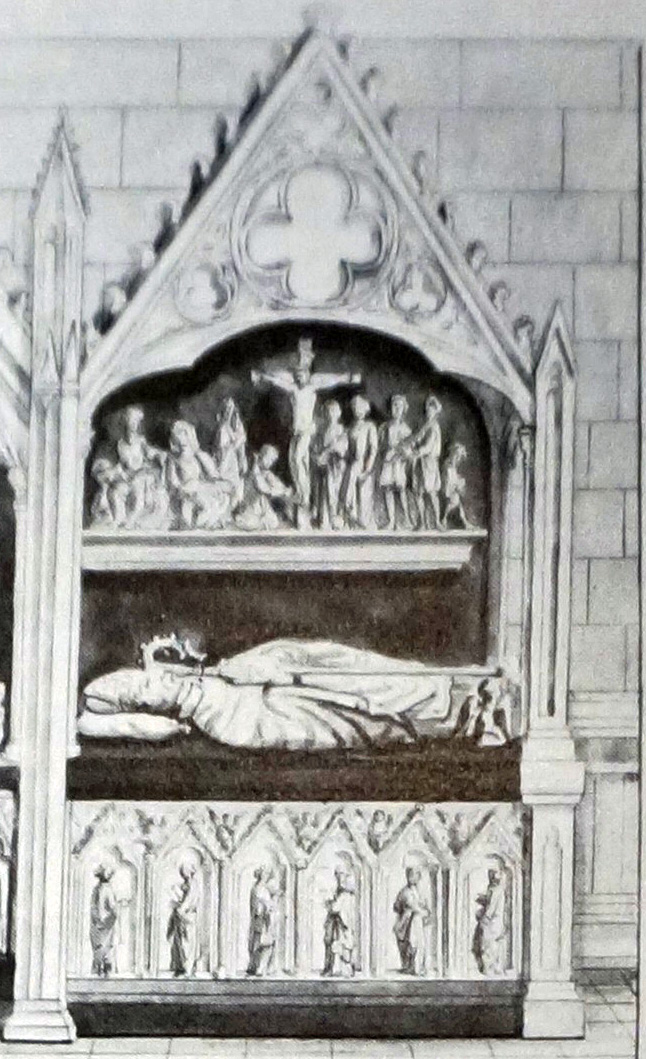
Gisant de l'évêque relevé pour Gaignières en la cathédrale.

Ses armes sont: d'argent à une fasce de gueules chargé de trois croisettes d'argent et sa devise est Jesus Maria.